# Последний богатырь
«После́дний богаты́рь» — российский фэнтезийный комедийно-приключенческий фильм 2017 года компании «Уолт Дисней Компани СНГ» и киностудии Yellow, Black and White. Режиссёром этого фильма является Дмитрий Дьяченко, а продюсерами стали Марина Жигалова, Владимир Верещагин, Эдуард Илоян, Виталий Шляппо, Денис Жалинский, Алексей Троцюк и Александр Кушаев. В фильме снимались Виктор Хориняк, Мила Сивацкая, Елена Яковлева, Екатерина Вилкова, Константин Лавроненко и Евгений Дятлов. Это первый фильм во франшизе «Последний богатырь» и второй фильм Disney Russia, снятый специально для российского рынка, первым был «Книга мастеров» (2009).  Главный герой, Иван Найдёнов, выдаёт себя за белого мага и зарабатывает на приворотах, снятии сглаза и участии в телешоу. Однажды, когда за ним гонятся охранники недовольного клиента, Иван прыгает в трубу водяной горки в аквапарке и оказывается в волшебной стране Белогорье, где живут герои русских сказок и былин. Волшебник объясняет, что он — сын Ильи Муромца, которого спрятали в Москве XXI века, когда в Белогорье после победы сил Добра княжна Варвара превратила всех богатырей в камень, чтобы её муж Добрыня занял княжеский престол. Теперь пришло время спасать богатырей, и делать это Ивану придётся в компании Кощея, Бабы-яги и других созданий. 
При создании сказочного мира за основу взяли русское Средневековье XI века. Референсами послужили иллюстрации русских сказок Ивана Билибина и Аполлинария Васнецова. Его спланировали так, чтобы в одной декорации снять всё: площадь для богатырских игрищ и схватки с колдуном Роголебом, вокруг которой расположились дворец, дома, улочки и рынок. Спецэффекты — всего это доработка пейзажа, а ещё стирание тросов, поддерживающих опор и другой вспомогательной техники. Водяного, как и Колобка, авторы полностью отрисовывали на компьютере, сохраняя лишь движения и мимику актёров. Чтобы создать разнообразную природу Белогорья и других сказочных стран, съёмочная группа перемещалась между Сочинским национальным парком, Пермским краем и республикой Карелия.
Премьера в России состоялась 19 октября 2017 года, а в широкий прокат «Последний богатырь» вышел 26 октября 2017 года. Фильм получил неоднозначные, в целом положительные отзывы критиков, которые похвалили юмор, сюжет и игру актёров, но раскритиковали упор на клише. Помимо этого, сборы фильма составили более 1,7 млрд рублей, окупив свой бюджет за 11 дней. «Последний богатырь» меньше чем за две недели проката преодолел планку в миллиард рублей и стал самым кассовым отечественным фильмом 2017 года. Телевизионная премьера состоялась 1 января 2018 года на телеканале «Россия-1».
Продолжение под названием «Последний богатырь: Корень зла» вышло в январе 2021 года, а третий фильм, «Последний богатырь: Посланник тьмы», вышел в декабре 2021 года.

## Сюжет
Главный герой, Иван Найдёнов (Виктор Хориняк), живёт в Москве. С материальной точки зрения Иван живёт неплохо — под именем «белый маг Светозар» он участвует в телешоу «Битва магов», ведёт частный приём состоятельных клиентов, имеет квартиру в Москва-Сити, но он очень одинок. Иван — сирота, воспитывался в детдоме, он холост, и никого из близких у него нет; единственный человек, с которым он общается более или менее регулярно — ворчливая приходящая домработница Галина.
Однажды Иван сказал одной клиентке, что ей изменяет муж — и расстроенная женщина с готовностью платит огромные деньги за «снятие порчи», «приворот» и «защиту семьи». Но вскоре в торговом комплексе к Ивану подходит её разгневанный муж с телохранителями и высказывает претензии. Спасаясь от них бегством, Иван ныряет в аквапарке в трубу водных горок и неожиданно выныривает из дупла дерева в неведомом лесу, где его встречает старик с посохом — волхв. Он объясняет Ивану, что тот попал в сказочный мир Белогорье, в котором живут русские богатыри. Старик рассказывает, что Иван является сыном Ильи Муромца, которого в детстве переправили из сказочного мира в обычный, чтобы спрятать от врагов. Иван долго не может поверить в реальность происходящего, но вскоре его разговор с волхвом прерывают появившиеся стражники, которые убивают старика и хватают Ивана.
Ивана привозят в город, где правит Добрыня Никитич. Тот приветливо встречает юношу как сына Ильи Муромца и просит свою красавицу-жену Варвару отвести гостя в опочивальню. Однако княгиня велит бросить Ивана в темницу, где уже томится Кощей Бессмертный. От него Иван узнаёт, что Кощей некогда правил Белогорьем, пока не был побеждён тремя богатырями и заключён в узилище. Однако затем хитрая и коварная Варвара колдовством превратила всех богатырей в камень и, кроме Добрыни, в этом мире остался только один богатырь — сын Ильи Муромца Иван.
Кощею устраивают побег Баба-Яга и Василиса Премудрая, заодно они освобождают и Ивана; Варвара со стражниками отправляется в погоню. Спасаясь от преследования, беглецы решают разыскать меч-кладенец, с помощью которого Кощей сможет противостоять Варваре, а Иван — вернуться в свой мир. Кощей, Баба-Яга, Василиса и Иван отправляются в путь, встретив по пути Водяного, который нехотя дал согласие помочь героям. Иван не обладает богатырской силой и умениями — более того, его оплошности постоянно создают неприятности попутчикам. Впрочем, однажды навыки Ивана из современного мира и его мобильный телефон помогают беглецам. При этом сам Иван считает, что его за сына Ильи Муромца принимают по ошибке: спасаясь бегством в аквапарке, он оттолкнул накачанного здоровяка, гораздо больше похожего на богатыря, уже готовившегося скатиться с водяных горок, и прыгнул в трубу, приведшую в Белогорье, вместо него.
Беглецы уже почти добираются до места, где спрятан меч-кладенец, когда Варвара всё-таки настигает и захватывает их; скрыться удаётся только Василисе. По требованию Варвары Иван на поле, где разбросаны сотни мечей, находит меч-кладенец. Тот действительно обладает огромной силой: режет скалы, как масло, а колдовство Варвары бессильно против него. Иван освобождает своих попутчиков и вручает меч Кощею. Неожиданно подъезжает Добрыня Никитич. Иван рассказывает ему о кознях жены. Однако оказывается, что все действия Варвары происходили с ведома Добрыни: много лет назад, пожелав править Белогорьем единолично, он бросил вызов Муромцу, проиграл схватку и был обезоружен, но подоспевшая Варвара превратила Илью в камень, а потом по очереди извела остальных богатырей. Более того, оказывается, что у Добрыни с Кощеем был договор: Кощей достаёт для богатыря меч-кладенец, а взамен получает магический камень, в котором заключена смерть Кощея; Бабу-Ягу, Василису и Ивана Кощей просто использовал для достижения своей цели. Однако Добрыня и Варвара обманывают Кощея, оставив у себя и кристалл, и меч-кладенец. Благодаря неожиданно пришедшей на помощь Василисе меч-кладенец вновь оказывается у Ивана. Но тот, испугавшись драться с Добрыней и Варварой, с помощью меча открывает портал в обычный мир и возвращается в Москву.
Однако в современном мире Иван не может найти себя, постоянно вспоминая брошенных им в Белогорье попутчиков, ставших ему друзьями — и прежде всего Василису, которую он успел полюбить. С помощью волхва, который не умер, но попал в современном мире в полицию, и которого, оказывается, совершенно не случайно действительно зовут «белый маг Светозар», Иван вновь возвращается в Белогорье. Тем временем Добрыня готовится к ритуалу обретения бессмертия — тот, кто при полном солнечном затмении вставит в меч-кладенец магический камень, поместит свою смерть в этот кристалл; в своё время именно так Кощей стал бессмертным. Связанные Баба-Яга, Василиса и Кощей наблюдают за этим, ожидая последующей казни. Внезапно появившийся Иван стреляет из принесённого из XXI века пистолета Макарова в Добрыню и освобождает друзей. Но Добрыня не умер, успев стать бессмертным. В схватке он обезоруживает Ивана и готовится его убить. Однако Кощей, к которому в поднявшейся суматохе попадает выпавший из меча-кладенца магический камень, разрубает кристалл. Этим он спасает Ивана, но губит и себя, и Добрыню. Варвара сбегает; все, кого она превратила в камень, вновь оживают — и прежде всего Илья Муромец.
Иван обретает отца и вместе с Василисой остаётся в Белогорье. В сцене после титров княгиня Варвара в Москве звонит в дверь квартиры Ивана. Домработница Галина открывает ей и недовольно ворчит на свою дочь за её самоуверенность, за то, что та отказалась от помощи матери в деле зачаровывания Добрыни.

## В ролях
- Виктор Хориняк — Иван Найдёнов, «экстрасенс»
  - Игорь Яшанин — Иван в детстве
- Мила Сивацкая — Василиса Премудрая
- Екатерина Вилкова — княгиня Варвара, жена Добрыни Никитича
- Константин Лавроненко — Кощей Бессмертный
- Елена Яковлева — Баба-Яга
  - Светлана Колпакова — омолодившаяся Баба-Яга
- Сергей Бурунов — повелитель рек, озёр и морских вод Водяной
- Евгений Дятлов — Добрыня Никитич
- Тимофей Трибунцев — маг Светозар
- Александр Семчев — Чудо-юдо
- Юрий Цурило — Илья Муромец
- Вольфганг Черни — Алёша Попович
- Елена Валюшкина — Галина, домработница Ивана
- Олег Чевелёв — стражник Варвары
- Игорь Штернберг — тюремный надзиратель
- Александр Кухаренко — богатырь
- Карина Зверева — заказчица
- Алексей Онежен — хулиган
- Алексей Серебряков — качок
- Ксения Самойлова — узница
- Степан Середа — мальчик на пиру
- Лилия Лаврова — ведущая
- Игорь Иванов — главный стражник
- Дмитрий Лысенков — стражник-неудачник
- Николай Шрайбер — толстый стражник
- Сергей Муравьёв — режиссёр
- Сергей Сафронов — ведущий
- Иван Замотаев — организатор шоу экстрасенсов
- Ольга Веникова — девушка
- Вадим Павленко
- Денис Беспалый — кузнец
- Владимир Ипатов — боярин
- Руслан Джайбеков — муж заказчицы

## Съёмочная группа
- Режиссёр-постановщик: Дмитрий Дьяченко
- Авторы сценария: Виталий Шляппо, Димитрий Ян, Василий Куценко, Павел Данилов, Игорь Тудвасев
- Оператор-постановщик: Сергей Трофимов
- Художник-постановщик: Григорий Пушкин
- Художники по костюмам: Марина Ананьева, Ирина Лунина
- Художник по пластическому гриму: Пётр Горшенин
- Художник по гриму: Ольга Афиногенова
- Продюсеры: Марина Жигалова-Озкан, Эдуард Илоян
- Креативный продюсер: Владимир Грамматиков
- Музыка: Джордж Каллис

## Производство
В мае 2016 года производство началось в Москве и других местах. Премьера была назначена на 19 октября 2017 года, накануне школьных каникул с потенциалом выхода в формате IMAX. Производственные компании обратились в Фонд кино за государственной поддержкой. «Последний богатырь» стал вторым полнометражным фильмом, снятым студией «Disney» в России (первым был «Книга мастеров»). В отличие от предшественника, «Последний богатырь» создавался как серьёзный фильм, так как, по мнению режиссёра, главной ошибкой «Книги мастеров» было то, что он был чересчур пародийным. По словам режиссёра, водяной, созданный в CGI, получился даже лучше Дэйви Джонса из «Пиратов Карибского моря». Главный герой фильма Иван Найдёнов в исполнении Виктора Хориняка задумывался, как более серьёзный герой, хотя в нём также что-то осталось и от персонажа Кости из сериала «Кухня» — например, умение быстро найти выход из сложной ситуации.

### Съёмки
Съёмки фильма проходили в Москве, и в основном все сцены сняты в реальных декорациях, а не на хромакее. Эти декорации были возведены в Можайском районе Подмосковья. Сцены пещеры и гор снимали в Кабардино-Балкарии и Адыгее. Съёмки проходили в таких городах и местностях как: дорога на озеро Рица, заповедник Ауадхара, Альпийские луга, село Отапи пещера Очамчырского района, города Пицунда, Гагра и Гудаута.

## Музыка
| №  | Название композиции               | Автор           | Время |
| -- | --------------------------------- | --------------- | ----- |
| 1  | Последний богатырь                | Georgios Kallis | 3:43  |
| 2  | В детском доме                    | Georgios Kallis | 2:20  |
| 3  | Белогорье                         | Georgios Kallis | 1:50  |
| 4  | Кощей Бессмертный                 | Georgios Kallis | 2:07  |
| 5  | Баба-Яга                          | Georgios Kallis | 1:49  |
| 6  | Легенда о мече-кладенце           | Georgios Kallis | 2:52  |
| 7  | Василиса                          | Georgios Kallis | З:39  |
| 8  | Битва со стражниками              | Georgios Kallis | 2:07  |
| 9  | Иван и Василиса                   | Georgios Kallis | 3:16  |
| 10 | Избушка на курьих ножках          | Georgios Kallis | 2:11  |
| 11 | Погоня                            | Georgios Kallis | 1:49  |
| 12 | Иван спалил избу                  | Georgios Kallis | 2:17  |
| 13 | Водяной                           | Georgios Kallis | 3:00  |
| 14 | Путешествия начинается            | Georgios Kallis | 1:25  |
| 15 | Стрела Варвары                    | Georgios Kallis | 1:34  |
| 16 | Чудо-Юдо                          | Georgios Kallis | 1:35  |
| 17 | История Ивана                     | Georgios Kallis | 2:04  |
| 18 | Злой Пушистый Кролик              | Georgios Kallis | 1:11  |
| 19 | Побег                             | Georgios Kallis | 1:19  |
| 20 | Узники и меч-кладенец             | Georgios Kallis | 1:31  |
| 21 | Меч-кладенец и волшебный кристалл | Georgios Kallis | 3:54  |
| 22 | Назад в Белогорье                 | Georgios Kallis | 0:53  |
| 23 | Змей Горыныч                      | Georgios Kallis | 2:12  |
| 24 | Иван стреляет в Добрыню           | Georgios Kallis | 1:15  |
| 25 | Полёт Горыныча                    | Georgios Kallis | 1:17  |
| 26 | Борьба за волшебный кристалл      | Georgios Kallis | 5:41  |
| 27 | Пир Ильи Муромца                  | Georgios Kallis | 1:16  |
| 28 | Пробуждение                       | Georgios Kallis | 1:31  |
| 29 | Возвращение богатырей             | Georgios Kallis | 1:51  |

## Прокат
«Последний богатырь» меньше чем за две недели проката преодолел планку в один миллиард рублей и стал самым кассовым отечественным фильмом 2017 года, по данным ЕАИС (этот рекорд спустя короткое время побила спортивная экшн-драма «Движение вверх», которая заработала в прокате 3 миллиарда рублей).
Всего «Последний богатырь» собрал в прокате более 1,7 млрд рублей, окупив свой бюджет за 11 дней.
Причину успеха находят как в позитивном сарафанном радио, так и в активной поддержке дистрибьюторов.

## Приём

### Кассовые сборы
Кассовые сборы фильма «Последний богатырь» составили 1 731 760 105 рублей. 
Некоторые факты о сборах:
- Общие кассовые сборы в других странах — $30 618 274, в России — $29 514 348.
- За первый уик-энд широкого проката в России фильм собрал 11 626 662 рубля, что составило 0,7% от общего количества копий (134 кинотеатра, 1 354 копии).
- «Последний богатырь» стал самым кассовым отечественным фильмом 2017 года, по данным ЕАИС.
- Причину успеха картины находили в позитивном сарафанном радио и активной поддержке дистрибьюторов[24].

### Отзывы и оценки
Отзывы критиков относительно фильма «Последний богатырь» оказались весьма разнородными, демонстрируя широкий спектр мнений. Общая оценка картины оказалась положительной, однако далеко не однозначной. Согласно рейтинговому ресурсу «Критиканство», средняя пресс-реакция составила уверенную отметку в 67 баллов из 100, основанную на анализе двадцати девяти различных обзоров прессы и специализированных изданий. Такой разброс оценок свидетельствует о сложности восприятия киноленты аудиторией профессионалов. 
Одним из наиболее заметных комментариев стала позиция журнала «Игромания». Авторы отметили простоту сценарного замысла, акцентировав внимание на недостаточной проработанности ключевой идеи фильма: отсутствие внятного объяснения причины, по которой известные антагонисты русского фольклора, такие как Кощей Бессмертный и Баба Яга, вдруг становятся положительными персонажами, стремящимися защитить родной мир. Тем не менее, критик оценил комедийный элемент картины положительно, отметив удачный подбор комедийных сцен и диалогов, позволяющих удержать зрительское внимание. 

Аналогичным образом высказался и журнал «Мир фантастики». Оценивший ленту в шесть звезд из десяти, издание обратило внимание на слабость концепции главной интриги фильма, выразившись в шаблонности образа главного героя, которую журналисты сочли устаревшей задолго до выхода проекта — настолько очевидной, что её иронично обыграли ещё в известном мультфильме «Шрек» почти полтора десятилетия назад. Такая претензия подчеркивает восприятие недостатка оригинальности в работе авторов, неспособных развить интересные ходы или удивить неожиданными поворотами сюжета. Впрочем, как и коллеги из «Игромании», специалисты издания высоко оценили уровень юмора, поддерживающий настроение во время просмотра, признав его важным достоинством проекта.
Сайт Котонавты, автор Михаил Лазукин, 16 октября 2017 г.

История о герое-избраннике, оказавшемся в параллельном мире, не принесла ничего принципиально нового. Однако, учитывая существующий потенциал, есть надежда, что в возможном продолжении создатели рискнут расширить границы вселенной и погрузятся глубже в неизведанное.
Портал 25-й кадр, автор Елена Шустова, 10 ноября 2017 г.

Создавая свою работу, режиссёры вдохновлялись опытом популярных фильмов-пародий, стараясь сохранить неповторимый колорит и атмосферу российских сказок. И, надо признать, у них получилось передать уникальную энергетику, ставшую визитной карточкой отечественного фэнтези.
Газета Российская газета, автор Сусанна Альперина, 18 октября 2017 г.

Сказочная основа удачно дополнена остроумными вставками, привносяшими лёгкость и непринуждённость происходящему. Благодаря этому фильм воспринимается скорее как захватывающий сериал-комедия положений, отчего само путешествие героя приобретает дополнительное очарование.
Газета Российская газета, автор Алексей Литовченко, 17 октября 2017 г.

При внимательном взгляде на проект становится ясно, что перед нами типичная российская комедия, причём отнюдь не самая плохая. Правда, амбициозное желание представить это семейным фэнтези идёт картине только во вред, снижая её общую художественную ценность.
Газета Российская газета, автор Александр Нечаев, 21 октября 2017 г.

Возможно, цель режиссёра заключалась в создании нарочито абсурдного пространства, игнорирующего любые каноны построения драматической структуры. Если это было задумано намеренно, то идея реализована великолепно. Другое дело, что чаще всего подобные эксперименты оказываются пустышкой и остаются бесполезными экспериментами.
Платформа ivi, автор Евгений Нефёдов, 13 октября 2017 г.

Перечень знакомых символов и атрибутов из русских сказок вызывает восхищение своей широтой и масштабностью. Самодвижущиеся ступы, молодильные яблоки, извечные противостояния Кощея и Ивана Царевича — всему этому хватило бы места в полнометражных фильмах о супергероях!
По итогам опроса, организованного сайтом «Кинопоиск» в соцсети «ВКонтакте», пользователи назвали «Последний богатырь» лучшим российским фильмом 2017 года.

### Награды и номинации
- В декабре 2017 года фильм стал обладателем премии The Hollywood Reporter в номинации «Проект года»[35].
- В январе 2018 года фильм получил кинопремию Золотой орёл в номинации «Лучшая работа художника по гриму и пластическим спецэффектам».
- В 2019 году отмечен национальной телевизионной премией ТЭФИ-KIDS 2019 НОМИНАЦИЯ: Телевизионный фильм/сериал для детей.

### Мобильная игра
Ещё до выхода фильма «Disney» выпустила мобильную игру «Последний богатырь: Герои Белогорья».

## Продолжения
Российское представительство «Disney» после успешных кассовых сборов начало работу над продолжением фильма. Над сценарием будущего фильма работали те же люди, что и над первой частью под руководством Виталия Шляппо. Фильм получил название «Последний богатырь: Корень зла» и вышел 1 января 2021 года.
Летом 2019 года стало известно, что «Disney» снимает сразу два продолжения вместе. Третья, заключительная, часть трилогии вышла 23 декабря 2021 года под названием «Последний богатырь: Посланник тьмы».